# Bend
Bend er en teknik man typisk benytter på en guitar. Teknikken bruges i høj grad af såkaldte af lead guitarister.
Teknikken er i sig selv ret simpel, men kræver en del øvelse. Når man har slået en streng an, holder man pegefingeren på strengen og bøjer strengen op eller ned til den næste halve eller hele tone. Dette kaldes for bend eller på dansk bøj. De tre nederste strenge bøjes opad, mens de tre øverste bøjes nedad.
Hvis man foretager et bend der går hurtigt op og ned, fremkommer en vibrerende lyd.
Blandt de guitarister der er særligt berømte for deres bends er: David Gilmour, B. B. King og Jimi Hendrix.
| Musik | Spire Denne musikartikel er en spire som bør udbygges. Du er velkommen til at hjælpe Wikipedia ved at udvide den. |

r